# Ceylon, Minnesota
Ceylon är en ort i Martin County, Minnesota, USA.